# 竹内淳 (金融家)
竹内淳（たけうち あつし、1967年 - ）は日本の中央銀行家。日本銀行総務人事局。前仙台支店長。

## 来歴
ドイツデュッセルドルフ出身。早稲田大学政治経済学部卒業。1990年 日本銀行入行。国際局調査役、国際局企画役、フランクフルト事務所長などを務め、金融市場局で勤務する。2010年7月 金融市場局為替課長。2012年6月 国際局アジア金融協力センター長。
2014年6月 公益社団法人日本経済研究センター研究本部主任研究員として出向。2016年6月20日 甲府支店長。2018年2月26日 静岡支店長。2020年4月13日 国際局参事役。2022年6月20日 仙台支店長。

## 略歴
- 1990年4年：日本銀行入行。
- 2002年5月：国際局調査役。
- 2004年7月：国際局企画役。
- 2005年12月：フランクフルト事務所長。
- 2009年4月：金融市場局企画役。
- 2010年7月：金融市場局為替課長。
- 2012年6月：国際局アジア金融協力センター長。
- 2014年6月：公益社団法人日本経済研究センター研究本部主任研究員。
- 2016年6月20日：甲府支店長。
- 2018年2月26日：静岡支店長。
- 2020年4月13日：国際局参事役。
- 2022年6月20日：仙台支店長[1]。
- 2023年4月24日：総務人事局。